# Her Jungle Love
Her Jungle Love (bra Idílio na Selva) é um filme estadunidense de 1938, do gênero aventura, dirigido por George Archainbaud e estrelado por Dorothy Lamour e Ray Milland. Após o inesperado sucesso de The Jungle Princess, a Paramount decidiu juntar novamente a dupla central daquele filme e produzir outro, com história bastante similar. Desta, vez, porém, o estúdio investiu mais dinheiro, o que permitiu o uso de cores pelo sistema Technicolor, e efeitos especiais como invasão de crocodilos, terremotos e erupções vulcânicas.
Dorothy novamente veste sarongue, que se tornou sua marca registrada, apesar de ter sido utilizado em menos de uma dezena de produções.

## Sinopse
Em uma ilha perdida dos mares do Sul vive Tura, uma bela garota selvagem tratada como deusa pelos nativos. Certo dia, por lá chegam Bob e Jimmy, dois aviadores tocados por um tufão. Bob ensina a ela a doce arte de beijar, enquanto Jimmy corre do chimpanzé e do tigre que protegem a moça. Quando tentam partir, são impedidos pelo impiedoso Kuasa, que odeia todos os brancos e deseja sacrificar Tura aos crocodilos em um templo subterrâneo. Mas desastres naturais mudam o curso dos acontecimentos.

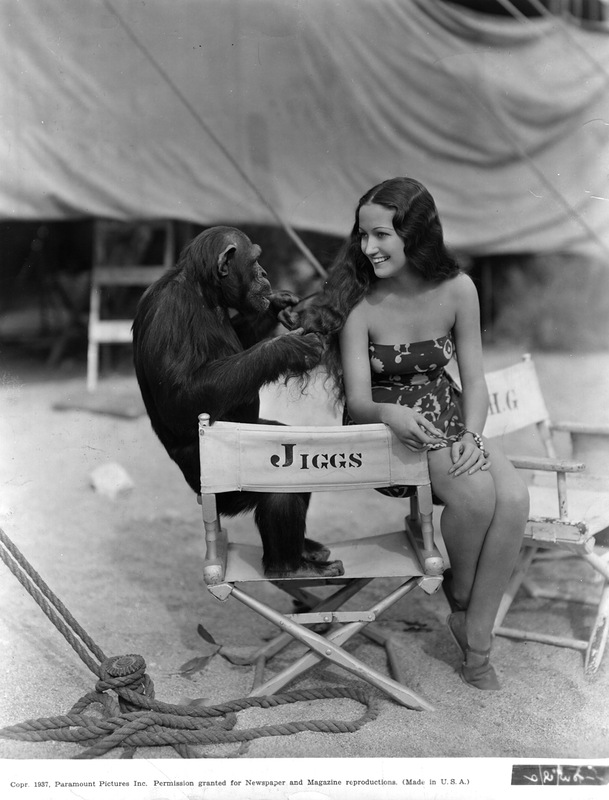
Dorothy Lamour com o chimpanzé Jiggs, durante as filmagens

## Elenco
| Ator/Atriz      | Personagem     |
| --------------- | -------------- |
| Dorothy Lamour  | Tura           |
| Ray Milland     | Bob Mitchell   |
| Lynne Overman   | Jimmy Wallace  |
| J. Carrol Naish | Kuasa          |
| Virginia Vale   | Eleanor Martin |
| Jonathan Hale   | J. C. Martin   |
| Richard Denning | Piloto         |